# Красимир Каракачанов
Красимир Дончев Каракачанов е български политик и историк. Председател е на „ВМРО – Българско национално движение“ (ВМРО – БНД). Съпредседател на „Обединени патриоти“.
На 4 май 2017 г. е избран за заместник министър-председател по обществения ред и сигурността и министър на отбраната в третото правителство на Бойко Борисов.
Син е на Дончо Каракачанов – политик от БЗНС (казионен) през социализма.
Красимир Каракачанов е агент на Шесто управление на Държавна сигурност по линия на „промакедонския национализъм“.

## Биография
Красимир Каракачанов е роден на 29 март 1965 г. в град Русе. Баща му Дончо Каракачанов е политик от БЗНС (казионен), през 1986 – 1990 г. се издига до Председател на Окръжното ръководство на БЗНС в Русе и Председател на Областното ръководство на БЗНС в Разград, както и народен представител в няколко народни събрания.
Отбива наборната служба от 1983 г до 1985 г в РТВ (Радиотехнически Войски) във военно формирование 34420 в Костинброд – в зенитно-ракетния дивизион в планината Три уши, уволнява се като младши сержант от запаса.
Следва история от 1985 г до 1990 г. През 1990 г. завършва Софийския университет „Св. Климент Охридски“ със специалност „История“.
Служи в службите от 1990 г до 1996 г откъдето има званието капитан от запаса.
Доктор по право на Югозападния университет „Неофит Рилски“ с дисертация на тема „Външнополитическата дейност на ВМОРО (1893 – 1918 г.)“ (2014). Женен е, има дъщеря и двама внуци.

### Политическа кариера
Красимир Каракачанов е Народен представител в XXXVIII народно събрание от коалиция ОДС. През този период е член на Комисията по национална сигурност. Преди парламентарни избори 2001 г. той напуска коалицията. „ВМРО – Българско национално движение“, заедно с движение „Гергьовден“ участва на изборите, но не успява да влезе в парламента.
През пролетта на 2005 г. ВМРО влиза в предизборна коалиция, наречена Български народен съюз (БНС), заедно с БЗНС-НС на Анастасия Мозер и Съюза на свободните демократи (ССД) на Стефан Софиянски, която влиза в парламента с 13 депутати, между които и Красимир Каракачанов.
В края на май 2006 г. Красимир Каракачанов е обявен от вътрешния министър Румен Петков за бивш агент на Държавна сигурност. Обявлението е в отговор на въпрос на журналиста Николай Бареков от bTV за общо 47 водещи политици и духовници. Според изнесената информация Каракачанов е регистриран като агент от Шесто управление на ДС през 1989 г. с псевдоним „Иван“, ползван е по изготвяне на анализи за контраразузнавателните служби на МВР и не е давал сведения за български граждани. Съдържанието на документите не е изнесено, тъй като те съдържали класифицирана информация. След разкритието Каракачанов заявява, че той е бил причислен към Трети отдел, който се е занимавал с Македонския въпрос, и че и сега може да се подпише под становищата, които е писал тогава.

## Кандидат за президент (2011)
По повод президентските избори в България през 2011 година, през юли 2011 организационният съвет на ВМРО – БНД издига Красимир Каракачанов за кандидат-президент. ЦИК регистрира предизборната двойка на 17 август, като е предоставен списък, съдържащ три имена, ЕГН и саморъчен подпис на заявени 18 464 избиратели, подкрепящи регистрацията. На 20 септември става ясно, че кандидатите на ВМРО ще участват с бюлетина № 17.
На първия тур от изборите, проведен на 23 октомври, Каракачанов печели 0,99% от всички подадени гласове.

### Програма
Сочени приоритети са:
- Президентът да е говорител на обществото и да отстоява българските национални интереси.
- демографската политика да бъде основен национален приоритет
- намаляване на броя на децата, непосещаващи училище. Съответствие между съдържанието и качеството на образованието и нуждите на икономиката и обществото.
- одържавяване на приватизираните от монополистите дружества
- по-многобройна и боеспособна армия
- увеличаване правомощията на президента
- против таваните на пенсиите, равен старт на държавната здравна каса и частните здравноосигурителни дружества. „Социалната система няма как вечно да издържа маргинализираните цигански общности“
- президентът да бъде омбудсман
- президентът да отстоява правата на всички българи по света, а не само на българските граждани
- президентът да може да свиква референдуми
- равнопоставеност на жените и започване на дискусия за домашното насилие в страната, амнистия на задълженията на майките към НОИ
- протекции за българския бизнес
- външната политика на България да отразява българския национален интерес „без притеснения от членството ни в НАТО и ЕС“. В отношенията със съседните държави основен критерий да бъдат правата на българските общности там.

### Извън страната
На 10 октомври град Щип (Северна Македония) осъмва с рекламни материали на Красимир Каракачанов. Картичките са разпространени в пощенски кутии и входове на блокове. Град в който живеят немалко хора с изявено българско самосъзнание, и жители с българско гражданство. В същото време видеоклип, който напомня за българския произход на населението в Северна Македония, се разпространява от дни в интернет пространството. Появата на предизборните материали предизвиква интерес от страна на няколко македонски медии, сред които основните телевизии – „Сител“, „Телма“ и „Алфа“. Местната полиция премахва листовките и обявява, че издирва разпространителя, тъй като според закона в Северна Македония деянието е определено като престъпление. От своя страна Каракачанов пише до македонските медии: „Обръщам се към вас с поредна молба да не търсите повече разделение между хората в България и Северна Македония. Всяка проява на близост между България и Македония днес е надежда за нормализация и за възстановяване на историческата справедливост“. В писмото Каракачанов пояснява, че появата на рекламни материали за българските избори в македонските градове е логична, защото в Северна Македония живеят много хора с българско самосъзнание и гражданство, а и самият град Щип е емблематичен за българската история.

### Резултати от изборите
На първия тур от изборите, проведен на 23 октомври, Каракачанов печели 33 236 гласа, или 0,99 % от всички подадени гласове.
Най-голям дял Каракачанов има в общините: Златарица – 12,80 %, Чепеларе – 6,53 %, Суворово – 5,85 %, Копривщица – 4,97 %, Банско – 4,36 %, Балчик – 4,04 %, Искър – 3,75 %, Пещера – 3,70 %, Сандански – 3,63 %, Пордим – 3,07 %; което се дължи на подкрепата към ВМРО и на местните избори.
В чужбина Каракачанов получава 291 гласа, или 0,60 % от гласовете. От тях 80 са от Северна Македония. По-голяма подкрепа получава от: Албания – 10,00 %, Австралия – 8,33 %, Китай – 4,00 %.

## Кандидат за президент (2016)
На 28 юли 2016 г. е издигнат за кандидат за президент от инициативен комитет на патриотични организации. За негов вицепрезидент е предложен Явор Нотев от Атака, който също като Каракачанов е заместник-председател на парламента. Двойката получава подкрепата на парламентарно представените партии от Патриотичния фронт – ВМРО и НФСБ, както и на Атака. На 30 септември 2016 г. те се регистрират в ЦИК като „Обединени патриоти – НФСБ, Атака и ВМРО“. Получават 14,97% на изборите или подкрепата на 573 016 български граждани, което им отрежда трето място. На балотажа патриотите не дават подкрепата си нито за Румен Радев, нито за Цецка Цачева.
Възгледите му за справяне с бежанската криза са свързани с това че „при нужда трябва да отблъснем мигрантите със сила“.

## Вицепремиер и министър на отбраната
След изборите от 26 март 2017 г. коалицията „Обединени патриоти“, в която влиза и ВМРО, подписва коалиционно споразумение с политическа партия ГЕРБ за съставяне на правителство. С решение на XLIV народно събрание от 4 май 2017 г. Красимир Каракачанов е избран за заместник министър-председател, отговарящ за отбраната, вътрешния ред и др. въпроси и министър на отбраната на Република България в третото правителство на Бойко Борисов. Още с встъпването си в длъжност Красимир Каракачанов обявява, че ще работи за осъществяването на редица патриотични инициативи в областта на отбраната.

## Критики и противоречия

### Служба в комунистическите тайни служби
На 04.09.2007 г. Комисията за разкриване на документите и за обявяване на принадлежност на български граждани към Държавна сигурност и разузнавателните служби на Българската народна армия със свое решение обявява народните представители, агенти на Държавна сигурност и на разузнавателните служби на Българската народна армия във всички народни събрания след падането на социалистическия режим в България през 1989 г., в това число и VII велико народно събрание. Като народен представител в XXXVIII и XL народно събрание Красимир Каракачанов е включен в списъка, като е обявено, че от 16.05.1989 г. той е бил агент на Шесто управление на Държавна сигурност по линия на „промакедонския национализъм“ с агентурно име „Иван“. Със същото решение на Комисията е обявено, че от 29.04.1972 г. и баща му, Дончо Каракачанов, народен представител в VII велико народно събрание, е бил осведомител към VI управление на ОУ на МВР-Русе-ДС.
На 31 януари 2022 г. Слободан Богоевски, бивш ръководител на македонската Служба за държавна сигурност (Службата за државна безбедност, СДБ), заявява в интервю за македонска онлайн медия, че Каракачанов е бил вербуван от службите в Югославия при посещение от обменна програма за студенти в края на 80-те години в Скопие. Пред българската медия Дневник Каракачанов отрича твърдението и заявява, че никога не е учил в Скопие.

### Антиправителствени протести (2020)
Той твърди, че тези протести са свързани с желанието да се узаконят гей браковете в държавата, заявявайки „Не може в името на това няколко соросоидни НПО-та и партийки, които са извън парламента, да се докопат до властта, ти да разсипеш държавата. И в името на какво? Да ми доведеш гей браковете и да ми създаваш джендър република“.